# Södermanlands runinskrifter 192
Runinskrift Sö 192 är en runsten som står i Berg, Ytterselö socken och Strängnäs kommun i Södermanland.

## Stenen
Stenen som ristades på 1000-talet efter Kristi födelse står kvar på sin ursprungliga plats utmed den gamla byvägen som går till Mervalla, Berg och andra gårdar i den trakten. Den står på vägens östra sida och mitt emot en torpstuga. Här låg på vikingatiden ett stort gravfält som nu till större delen är bortodlat. Enligt en uppgift från 1800-talet ingick runstenen i en stensträng som ledde fram till en treuddig gravanläggning.
Följande sobra redogörelse är hämtat ur en skrift från 1667: "Thed berättas aff dess Naboer att när någor Serla kommer drucken rijdandes förbij denne Steen och högder och råkar skrijka, så bliffwer han frestet och slagen, så att månge der effter haffwa mått leega till sängz".
Stenen är ornerad i Urnesstil och motivet visar en runorm som innesluter ett större kattliknande fyrfotadjur. Mellan ormen och djurets fötter är ett enkelt, kristet kors. 

## Inskriften
Runsvenska: inka lat • rasa • miarki - ibtiR • stir --- rn • buaria • sin kuþa • n • ak • ibtim • fara • sun sin • kuþan • kuþ ulbi • aiþaR ha • arlî 
Normaliserad :Inga let ræisa mærki æftiR Styrbiorn boanda sinn goðan, ok æftiR Fara, sun sinn goðan. Guð hialpi þæiRa...
Nusvenska: Inga lät resa minnesmärket efter Styrbjörn, sin gode make, och efter Fare, sin gode son. Gud hjälpe deras...